# Boissière (film)
Pour les articles homonymes, voir Boissière.
Pour plus de détails, voir Fiche technique et Distribution.
Boissière est un film français  réalisé par Fernand Rivers, sorti en 1937.

## Fiche technique
- Titre : Boissière
- Réalisation : Fernand Rivers
- Scénario : Pierre Benoit d'après son propre roman
- Photographie : Jean Bachelet et René Ribault
- Montage : Roger Mercanton
- Musique : Henri Verdun
- Format : Noir et blanc — 35 mm — 1,37:1 — Son : Mono
- Genre : Film dramatique, Mélodrame
- Durée : 91 minutes
- Date de sortie :
  - France : 25 mai 1937

## Distribution
- Spinelly : Adlone Hébert
- Pierre Renoir : Le général von Hubner
- Suzanne Desprès : Catherine Vandehove
- Lucien Nat : Jean Le Barois
- Pauline Carton : Estelle
- Andrée Ducret : Madame Le Barois
- Augustine Prieur : Françoise Faget
- Paulette Élambert : La petite Lucile
- Ducellier : Mère Thérèse
- Marie Marcilly : Une vieille femme
- Jean Yonnel : Hector Le Barois
- Serge Grave : Le petit Jean
- Rivers Cadet : Estève
- Jean Périer : Charles Le Barois
- Paul Velsa : Vigouroux